# Jaume Domènech
Jaume Doménech Sánchez (ur. 5 listopada 1990 w Castellón) – hiszpański piłkarz występujący na pozycji bramkarza w hiszpańskim klubie Valencia CF. Wychowanek Villarreal CF, w swojej karierze grał także w takich zespołach jak Onda, El Palooraz Huracán.